# Loi constitutionnelle du 25 juin 1992
En France, la loi constitutionnelle du 25 juin 1992 est une loi constitutionnelle qui fait suite à la signature du traité de Maastricht le 7 février 1992. Cette loi a été votée par le Parlement réuni en Congrès le 23 juin 1992. Elle y insère un nouveau titre « Des communautés européennes et de l'Union européenne » composé des articles 88-1 à 88-4. 
Le Conseil constitutionnel, dans sa décision du 9 avril 1992, a en effet considéré que l'autorisation de ratifier le traité sur l'Union européenne ne pouvait intervenir qu'après révision de la Constitution.
Cette loi étend également la saisine du Conseil constitutionnel en vertu de l'article 54 aux députés et sénateurs. En outre, elle modifie l'article 2 de la Constitution de la Cinquième République française, sur les attributs de souveraineté de la République, et précise dans son premier article que « la langue de la République est le français ».
Après modification de la constitution, le Conseil déclare que « le traité sur l'Union européenne, signé le 7 février 1992 à Maastricht, n'est pas contraire à la Constitution. »